# بالدور راگنارسون
بالدور راگنارسون (به انگلیسی: Baldur Ragnarsson) (زادهٔ سال ۱۹۳۰ میلادی-درگذشتهٔ ٢۵ دسامبر ٢٠١٨)، شاعر، نویسنده، اسپرانتودان، مؤلف آثار ادبی فراوان و باارزشی به زبان فراساختهی اسپرانتو، معلم و مدیر مدرسه در ایسلند بود. او در سال ۲۰۰۷ نامزد دریافت جایزهٔ ادبی نوبل نیز شده‌بود.
راگنارسون سال‌های زیادی مقام رهبری (پرزیدنت) انجمن اسپرانتوی ایسلند را به عهده داشت. او مسابقه ادبی انجمن جهانی اسپرانتو را هم کم و بیش از ۱۹۷۵ تا ۱۹۸۵ رهبری کرد. در کنگرهٔ جهانی اسپرانتو که در سال ۱۹۷۷ در ریکیاویک تشکیل شد نیز راگنارسون پرزیدنت کمیتهٔ برنامه‌ریزی آن و معاون پرزیدنت انجمن جهانی اسپرانتو بود. او به مدت ۳ سال در سال‌های ۱۹۸۰ تا ۱۹۸۶ مسئول فرهنگ و آموزش و پرورش بود و پس از آن عضو افتخاری این سازمان بوده‌است.
در حالی که بسیاری از زبان‌های ملیِ جهان با وجود سابقهٔ چند هزار سالهٔ خود هنوز موفق به ارائهٔ نویسنده‌ای نشده‌اند که نامزد جایزهٔ ادبیِ نوبل گردد، زبان اسپرانتو که در سال ۱۸۸۷ ابداع گردید و نسبت به زبان‌های ملی موجود، بسیار جوان و حتی نوپاست، بارها موفق به کسب چنین افتخار بزرگی شد. برای مثال، در سال‌های ۱۹۹۹، ۲۰۰۰ و ۲۰۰۵ میلادی ویلیام اُلد، نویسندهٔ توانای اسکاتلندی به پاس تألیف بیش از پنجاه کتاب به زبان بین‌المللی اسپرانتو، کاندیدای دریافت جایزهٔ ادبیِ نوبل گردید. از زمان انتشار زبان اسپرانتو، یعنی سال ۱۸۸۷ تا هنگام به‌وقوع پیوستنِ این واقعهٔ زبان‌شناسی و ادبیِ بزرگ و بی‌نظیر در جهان، تنها ۱۱۲ سال گذشته بود. این امر خود به‌تنهایی گویای نبوغ بسیار زیاد لودویک زامنهوف در ساخت زبان اسپرانتو نیز هست، چرا که زبان‌های ابداعیِ فراوانی، چه قبل از پیدائیِ اسپرانتو، و چه پس از آن وجود داشته‌اند، که حتی نام اکثریت قریب به‌اتفاق آن‌ها را نیز کسی به‌یاد ندارد. بالدور راگنارسون نیز برای نخستین بار در سال ۲۰۰۷ نامزد دریافت جایزهٔ ادبی نوبل از طرف کانون نویسندگان اسپرانتوزبان گردید.
وی در ۲۵ دسامبر ۲۰۱۸ درگذشت.